# Saint-Alban-du-Rhône
Saint-Alban-du-Rhône är en kommun i departementet Isère i regionen Auvergne-Rhône-Alpes i sydöstra Frankrike. Kommunen ligger i kantonen Roussillon som tillhör arrondissementet Vienne. År 2022 hade Saint-Alban-du-Rhône 960 invånare.

## Befolkningsutveckling
Antalet invånare i kommunen Saint-Alban-du-Rhône
Referens:INSEE